# Ambulância postal

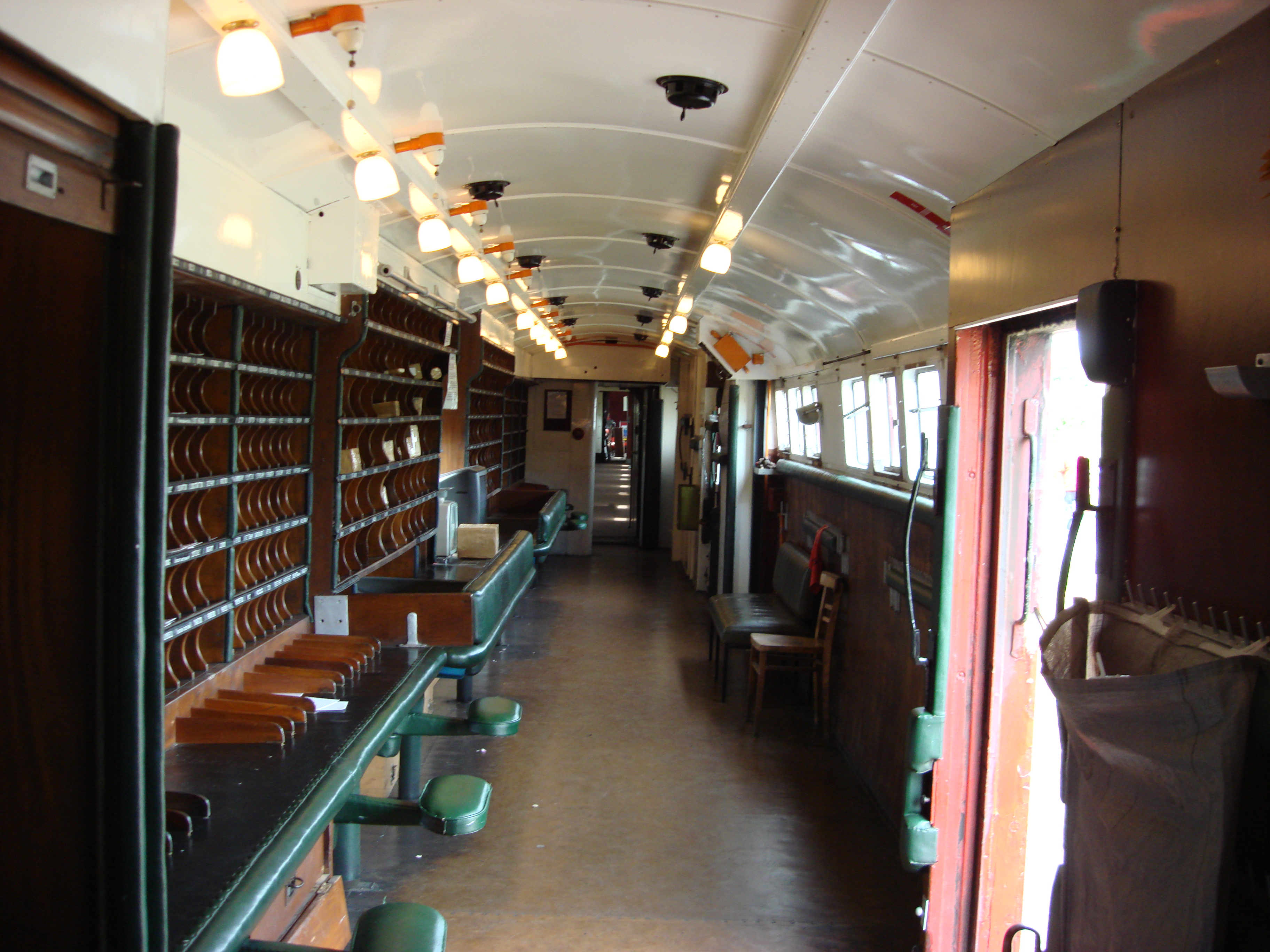
interior de uma ambulância postal inglesa

As ambulâncias postais consistem em veículos ferroviários especializados, que foram utilizados na recolha, processamento e distribuição de correio, ao longo dos caminhos de ferro.

## Descrição

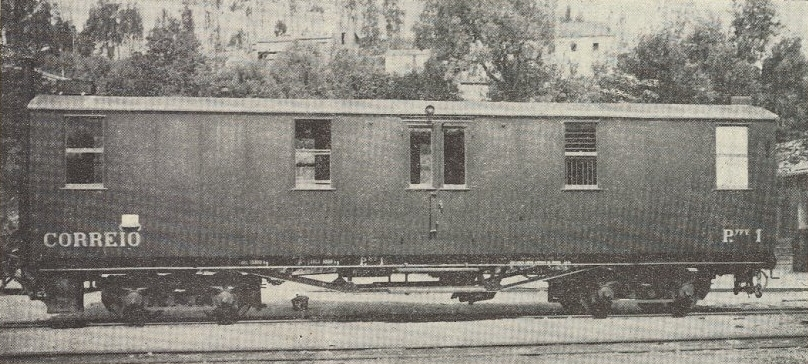
Ambulância postal utilizada na rede ferroviária do Vouga, em Portugal.

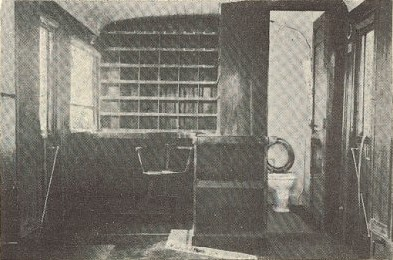
Compartimento de ambulância postal, no interior de uma carruagem na Linha do Vouga.

Em Portugal, o correio era recolhido nas estações e apeadeiros, em malas próprias das estações postais, e nas caixas de correio de última hora, existentes nas estações, e por vezes nas próprias ambulâncias; este sistema era muito utilizado pelas populações, uma vez que a correspondência era aceite até à chegada do comboio, enquanto que as repartições dos correios encerravam ao final da tarde. O correio era processado a bordo dos veículos, tendo cada um carimbos próprios. Utilizavam pessoal próprio, afecto aos serviços dos correios. Os primeiras ambulâncias postais em Portugal foram oito carruagens especiais, adquiridas em Hamburgo. Também existiram ambulâncias postais de via estreita, destacando-se um veículo construído pela Linke-Hofmann em 1928, de quatro eixos, da Série D, e que veio para Portugal como parte das compensações alemãs da Primeira Guerra Mundial.

## História

### Origens
O transporte de correio por via ferroviária remonta a 1838, no Reino Unido, tendo os primeiros comboios correio naquele país começado em 1840. Em 1844, este tipo de comboios também começou a ser utilizado em França, e em 1855, entraram ao serviço as primeiras ambulâncias postais, no Reino Unido, denominadas de Travelling post office. Em 1877, este sistema também foi introduzido nos Estados Unidos da América.

### Introdução ao serviço
Antes da introdução dos caminhos de ferro em Portugal, o correio era transportado principalmente por via rodoviária, através do sistema de mala-posta, que utilizava carruagens puxadas por cavalos, com postos de muda ao longo dos percursos, tendo sido igualmente utilizado o transporte fluvial, com serviços de barcos a vapor que ligavam Lisboa ao Porto, Carregado, Barreiro, Cacilhas, e Montijo. O caminho de ferro teve uma grande importância no desenvolvimento dos correios em Portugal, uma vez que veio trazer uma maior facilidade de transporte, e uma redução nos custos, o que tornou este meio de comunicação mais acessível às populações. Inicialmente, era levado junto com as outras cargas, mas em 1864 foi introduzido o sistema dos comboios postais, ligando Lisboa ao Porto e a Badajoz, utilizando pessoal da Direcção de Correios de Lisboa. As primeiras ambulâncias postais em Portugal entraram ao serviço em 1 de Dezembro de 1866, ligando Lisboa a Madrid, após a abertura da ligação ferroviária entre as capitais ibéricas, embora este serviço tenha suspenso logo em 12 de Dezembro de 1869, devido à falta de financiamento. Apesar da sua suspensão, considerou-se que este esquema foi eficaz, pois permitiu consideráveis reduções no transporte do correio, pelo que se começou a expandir, principalmente após uma reforma de 1882. Este serviço encontrou-se sempre ao serviço até ao seu encerramento, em 1972. Em Maio de 1875, foram introduzidas as ambulâncias postais na Linha do Norte, e, em 1876 nos serviços para Espanha, apenas passando pela Linha do Leste. Em Janeiro de 1878, começaram a servir as Linhas do Leste e do Minho, e, em Março do mesmo ano, a Linha do Sul. O transporte postal era realizado inicialmente em comboios correios, que paravam em quase todas as estações e apeadeiros, para recolha e entrega de correio. Estes serviços também transportavam passageiros, sendo bastante populares devido aos horários tardios em que operavam, permitindo dormir durante a viagem, e aos reduzidos preços. Quase todos os comboios correios possuíam ambulâncias postais.
Também existiram sistemas de transporte de correio por via ferroviária nas antigas colónias portuguesas, que foram de grande importância.

### Declínio e fim dos serviços
Conforme o progresso dos outros meios de transporte, o serviço das ambulâncias postais foi sendo reduzido. A partir de 1928, começou a ser utilizado o sistema de conduções, no qual o transporte e processamento de correio passou a ser realizado em compartimentos especiais das carruagens, que também dispunham de carimbos próprios, esquema que foi aplicado principalmente nas linhas de menor movimento. As primeiras ambulâncias postais rodoviárias começaram a ser utilizadas em 1953, e foram criadas centrais de processamento do correio, semi-automatizadas. Nas grandes estações, como as do Barreiro, Porto, Rossio, Santa Apolónia, Terreiro do Paço, foram estabelecidos departamentos dos correios, e em 1963 instalaram-se centros repartidores de correios em vários pontos do país. Em 1972, o serviço das ambulâncias postais ferroviárias foi extinto, tendo sido substituído pelo transporte de malas fechadas nos comboios Expressos Postais. Estes serviços foram encerrados em 1989, tendo a última viagem sido realizada em 11 de Fevereiro de 1990, para Coimbra.